# Strzelin
Strzelin (AFI: [stʂɛlin]; en alemán: Strehlen; en checo: Střelín) es una ciudad en la Baja Silesia, en el suroeste de Polonia. Se encuentra en el río Oława, un afluente del río Oder, cerca de 39 km (24 millas) al sur de la capital de la región, Breslavia. La ciudad es la sede del distrito de Strzelin y también del municipio más pequeño (gmina) de Strzelin. Es conocido por su extensas canteras de granito.
Antes de 1945 Strzelin era parte de la provincia prusiana de Baja Silesia, que fue severamente dañada en el curso de la ofensiva del Ejército Rojo de la Baja Silesia contra la Wehrmacht en febrero de 1945. (Para obtener más información sobre la historia de la región, véase Silesia.)
En 2006, la ciudad tiene una población de 12.192 habitantes.

## Ciudadanos notables
Paul Ehrlich, médico, nacido el 14 de marzo de 1854, en Strehlen, murió 20 de agosto de 1915 en Bad Homburg vor der Höhe.
Hoffmann, Werner Martin Theodor Filósofo, escritor, investigador en literatura y etnología. Nacido el 9 de abril de 1907, en Strehlen, fallecido el 5 de abril de 1989 en Buenos Aires, Argentina.